# Graf DK 63

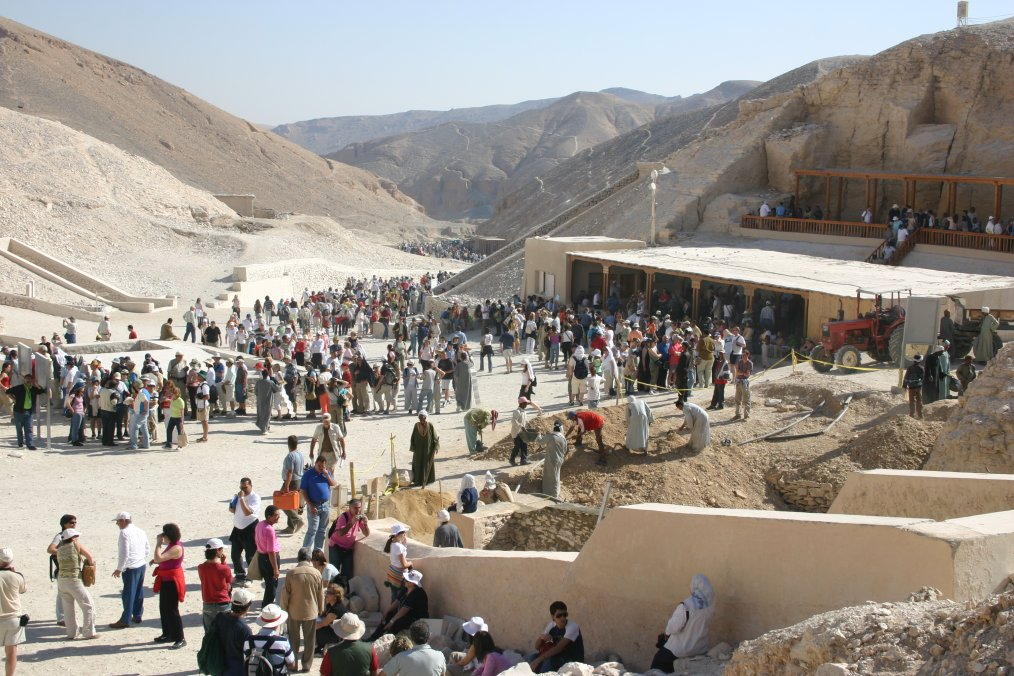
Het gebied recht boven graf DK63, vlak na de ontdekking (maart 2006)

DK 63 is een in 2006 ontdekte graftombe, die zich bevindt in het Dal der Koningen te Luxor. Van wie het graf is, is vooralsnog niet bekend.

## Ontdekking
Op 8 februari 2006 maakte het Egyptische Supreme Council of Antiquities, onderdeel van het ministerie van cultuur bekend dat een Amerikaans team van archeologen, onder leiding van Otto Schaden van de universiteit van Memphis, een nieuwe graftombe in het Dal der Koningen had ontdekt. De ontdekking was de eerste sinds de ontdekking van het graf van Toetanchamon in 1922 en deed archeologen vermoeden dat er nog meer graven in het dal waren verborgen.
Het graf werd ontdekt tijdens restauratiewerkzaamheden aan graf DK 10, het graf van Amenmesses. In 2005 werden daar in de nabije omgeving de resten van een arbeidershut uit de 19e dynastie gevonden en direct daarna ontdekte men een depressie in een stuk grond bij de arbeidershut, waarvan werd vermoed dat er een schacht onder zat. Na weken van graven, ontdekten zij vervolgens op 15 meter diepte een stenen deur. Door de toegang tot het graf te vergelijken met de toegangsdeur van graf DK 46, het graf van Yuya en Thuya, kwamen de archeologen tot de conclusie dat DK 63 uit de 18e dynastie stamde.
Aan het begin van de 19e eeuw is er al een keer eerder een egyptoloog bijna op het graf gestuit. In 1907 was Theodore Davies bezig met graafwerkzaamheden tussen DK 10 en (het huidige) DK 62. Hij was slechts enkele meters bij DK 63 vandaan.
Hoewel de ontdekking van de tombe pas in februari 2006 bekend werd gemaakt, is het team van Otto Schaden al op 10 maart 2005 op het graf gestuit. Dit was vlak voor het einde van het onderzoeksseizoen, en dat was de reden dat met verder onderzoek - en bekendmaking - werd gewacht. Op 10 februari 2006 kon het graf voor het eerst bezichtigd worden door persfotografen.

## Graf
(1567 - 1320 v.Chr., het Nieuwe Rijk) en bevindt zich tussen graf DK 10 (Amenmesses) en graf DK 62 (Toetanchamon). Het telt één grafkamer, met daarin zeven mummies en 28 aarden en alabaster kommen van ongeveer 70 centimeter hoogte, waarvan de inhoud bestaat uit producten als natron, hout, carbon, zaden, kleine potjes en kleine botjes van dieren. De kommen waren bijna allemaal verzegeld, maar hadden geen faraonische zegel. Ze wegen allen tussen de 45 en 50 kilogram, de meeste van hen zijn gebroken. Het geheel is vrij slordig neergezet en bovendien was de deur niet verzegeld. Dit kan doen vermoeden dat het om een herbegrafenis gaat. Een andere theorie is dat de begrafenis, om welke reden ook, snel moest gebeuren. Het feit echter dat er in de kamer geen canopen zijn gevonden en er zich in de twee sarcofagen die open zijn gevonden, geen mummies bevonden, maakt dat het het meest waarschijnlijk is dat DK 63 niet als graf heeft gediend, maar als een soort bergruimte.
Mocht het zo zijn dat DK 63 wel als graf dient, dan zijn de mummies naar alle waarschijnlijkheid niet van een farao, maar van diens familie of hofhouding, priesters of rechters. De Cubaanse egyptoloog Georgeos Díaz-Montexano meent in een van de mummies de echtgenote of moeder van Toetanchamon te herkennen. De mummies liggen in houten sarcofagen, die enigszins zijn aangetast door termieten. Vier van de mummies in het graf hebben gele maskers, de overige drie dragen een zwarte. Van de mummies met de gele maskers wordt gedacht dat ze aan vrouwen toebehoren. Een van de mummies is op zijn zij gevallen, met het hoofd richting de deur. Het masker toont het gezicht van een vrouw met lang zwarte haren, dunne wenkbrauwen, ronde ogen (omlijnd met kohl) en een dikke gouden ketting. Een andere mummie is duidelijk kleiner dan de rest, en dus vermoedelijk van een kind geweest. Het team dat de tombe heeft ontdekt, hoopt op de sarcofagen hiërogliefen te vinden die verklaren van wie de mummies zijn.
Graf DK 63 heeft een stenen toegangsdeur van ongeveer 1,5 meter hoog, die in 2006 door het onderzoeksteam van Otto Schaden werd geopend. De grafkamer zelf heeft een omvang van - voor zover kan worden gezien - vier bij vijf meter. De muren zijn vlak en wit.

## Onderzoek
In navolging op de ontdekking heeft het team van Otto Schaden het onderzoek naar de historie van graf DK 63 op zich genomen. Op zijn website doet de egyptoloog verslag van de voortgang van dit onderzoek. Momenteel heeft het team haar aandacht gericht op het scheppen van orde in de tombe. De deur is inmiddels geopend en er is een mechanisme opgebouwd, dat het veilig heeft gemaakt om de tombe te betreden. In maart 2006 is begonnen de 28 kommen en de 7 sarcofagen - met behulp van rieten manden - over te brengen naar het graf van Amenmesses (DK 10), alwaar er ruimte is om verder onderzoek te plegen. De verplaatsing gebeurt onder toezicht van de egyptoloog Salima Ikram.
Onderzoek heeft uitgewezen dat de inhoud van de potten bestaat uit natron, hout, carbon, zaden, kleine potjes (40 in totaal) en kleine botjes van dieren. Deze potten waren zowel qua inhoud als qua uiterlijk gelijk aan de potten die zijn gevonden in graf DK 54, de balsemkamer van Toetanchamon. Dit gecombineerd met het feit dat er in DK 63 geen canopen aanwezig waren, en het feit dat er al van twee sarcofagen is gebleken dat die leeg zijn, maakt dat Zahi Hawass en Otto Schaden sterk het vermoeden hebben dat DK 63 dezelfde functie had als DK 54.
Ook is gebleken dat de muur die DK 63 afschermde niet de originele muur is; de brokstukken van de originele muur liggen in het graf. Dit bewijst dat iemand in de Egyptische oudheid het graf al heeft bezocht.

### Theorie: 'Familie van Toetanchamon'
Op basis van videobeelden en de officieel vrijgegeven informatie, kwam de Spaans-Cubaanse cryptoloog-egyptoloog Georgeos Díaz-Montexano in februari 2006 met een interessante theorie over de mogelijke eigenaars van de graftombe. De voorste, opzij gekantelde mummie in het graf zou volgens hem toebehoren aan de moeder (Kiya) of de vrouw (Anchesenamon) van farao Toetanchamon. Hij baseert deze uitspraak op het gezicht dat op het masker is uitgebeeld: volgens Díaz-Montexano - die officieel niet bij het onderzoek betrokken is en geen banden heeft met het onderzoeksteam van dr. Schaden - lijkt deze op enkele beelden waarvan wél zeker is dat deze Kiya of Anchesenamon uitbeelden.
Deze visie werd bevestigd door Dr. Zahi Hawas, hoofd van de Egyptische dienst van Oudheden, die stelde dat Dk 63 het graf van Kiya zou zijn.